# Tahiti
Tahiti – wyspa w południowej części Oceanu Spokojnego w archipelagu Wysp Towarzystwa (Wyspy Na Wietrze); największa wśród wysp Polinezji Francuskiej, centrum polityczne, gospodarcze i kulturalne. Pierwotna nazwa Otaheiti.

## Charakterystyka fizycznogeograficzna

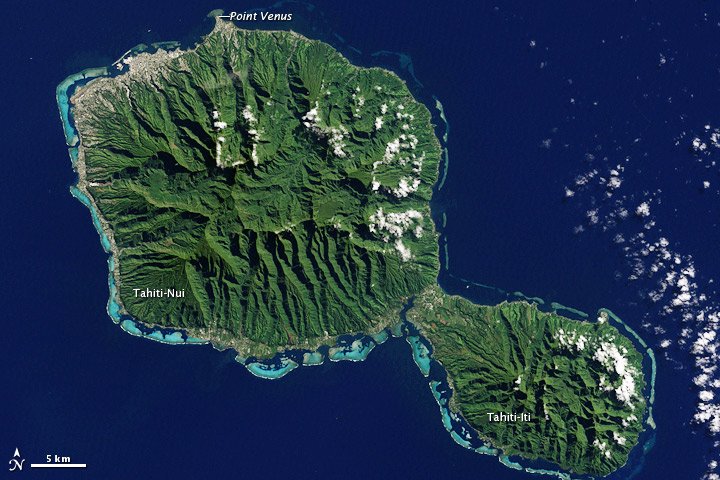
Zdjęcie satelitarne Tahiti

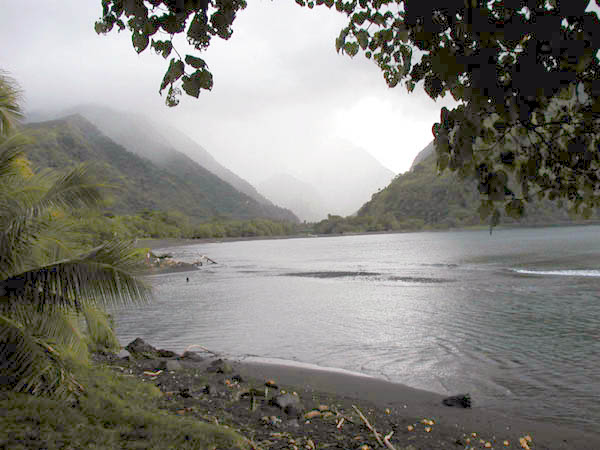
Plaża Tautira na Tahiti

Tahiti jest wyspą wulkaniczną otoczoną rafami koralowymi. Składa się z dwóch zasadniczych części: większej Tahiti-Nui (Wielka Tahiti) z kulminacją wygasłego wulkanu Mont Orohena (2241 m n.p.m.) i Tahiti-Iti (Mała Tahiti), inaczej Taiarapu, połączone są wąskim nizinnym przesmykiem Taravao.
Znaczna część jest pokryta gęstą roślinnością. Stoki górskie poprzecinane są głębokimi, wąskimi wąwozami z licznymi wodospadami. Klimat zwrotnikowy, morski.
Osadnictwo skupia się na Tahiti-Nui, zwłaszcza w okolicy największego miasta, stołecznego Papeete. Mniejsza część jest słabo zaludniona i trudniej dostępna (częściowo tylko drogą morską). Wyspę zamieszkuje 169,7 tys. osób (2002), w większości są to rdzenni mieszkańcy – Polinezyjczycy – ok. 70%, a także Chińczycy, sprowadzeni jako robotnicy na plantacje bawełny, dziś należą do najzamożniejszych Tahitańczyków i Francuzi; częste są małżeństwa mieszane. Mieszkańcy mają obywatelstwo francuskie. Największym miastem jest Papeete w północno-zachodniej części wyspy.
Tradycyjnymi działami gospodarki Tahiti są rybołówstwo, połów pereł, w mniejszym stopniu rolnictwo (uprawa palm kokosowych, bananów, cytrusów, ananasów, wanilii, trzciny cukrowej, kawy i in.), przetwórstwo płodów rolnych. Duże znaczenie mają dotacje rządu francuskiego. Coraz większą rolę odgrywa turystyka. Na wyspie jest międzynarodowy port lotniczy Faaʻa (otwarty w 1961 roku).

## Historia
Pierwszymi mieszkańcami wyspy byli Polinezyjczycy, którzy dotarli na nią pomiędzy 300 a 800 r. (zdaniem niektórych wcześniej). Mimo że wyspa została dostrzeżona z pokładu hiszpańskiego statku już w 1606, pierwsi Europejczycy dotarli na nią dopiero w 1767 (angielski kapitan Samuel Wallis). Rok później dotarł tam Francuz Louis Antoine de Bougainville, który opisał Tahiti jako rajską wyspę, zamieszkaną przez tubylców wiodących proste, szczęśliwe, nieskalane przez cywilizację życie, przyczyniając się do rozpowszechniania stereotypu „szlachetnego dzikusa”. W kolejnych latach coraz częściej przypływały europejskie statki, wśród nich m.in. „HMS Bounty” (1789). Kontakt z cywilizacją białego człowieka spowodował zawleczenie chorób zakaźnych, także wenerycznych. W efekcie liczba ludności znacznie spadła (James Cook w 1774 szacował ją na 200 tys., co wydaje się wartością zawyżoną, inne szacunki z tego okresu mówiły o 122 tys.; po licznych epidemiach w 1797 pozostało tylko 16 tys. tubylców, później ok. 6 tys.).
W 1842 Tahiti zostało uznane za francuski protektorat. W 1880 ostatni król tahitański Pōmare V zrzekł się suwerenności na rzecz Francji. W 1891 osiadł tam francuski malarz Paul Gauguin. W latach 1946–2004 terytorium zamorskie Francji.

### Królowie Tahiti
- Pōmare I – 1788–1791
- Pōmare II – 1803–1821
- Pōmare III – 1821–1827
- Pōmare IV – 1827–1877
- Pōmare V – 1877–1880

## Religia
Większość mieszkańców jest protestantami oraz rzymskimi katolikami. Są również mniejsze wyznania jak np. świadkowie Jehowy (zobacz: Świadkowie Jehowy na Polinezji Francuskiej).

## Sport
Podczas mistrzostw świata w piłce nożnej plażowej w roku 2015 w Espinho w Portugalii, reprezentacja Tahiti w swoim drugim występie na mistrzostwach świata dotarła do finału tych rozgrywek, na swojej drodze pokonując między innymi Włochów (w półfinale) i uległa dopiero w meczu finałowym z reprezentacją gospodarzy 3:5. W 2017 roku Tahitańczycy również doszli do finału, ulegając w nim Brazylii 0:6. W 2013 roku mistrzostwa odbyły się w Papeete na Tahiti.
Podczas Letnich Igrzysk Olimpijskich 2024 w miejscowości Teahupoʻo, znajdującej się na Tahiti, rozegrano zawody surfingowe.